# Cargolet bigotut septentrional
El cargolet bigotut septentrional (Pheugopedius mystacalis) és un ocell de la família dels troglodítids (Troglodytidae).

## Hàbitat i distribució
Viu als boscos clars i vegetació secundària a Colòmbia, nord i oest de Veneçuela i oest de l'Equador.